# François-Humbert d'Orléans-Bragance
Pour les articles homonymes, voir François d'Orléans.
François Humbert d'Orléans-Bragance, prince d'Orléans-Bragance, est né le 9 décembre 1956 à Petropolis, au Brésil. C'est un membre de la branche de Petropolis de la Maison d'Orléans-Bragance, un homme d'affaires et un patron de presse brésilien.

## Famille
Le prince François Humbert est le dernier des six enfants de Pierre Gaston d'Orléans-Bragance (1913-2007), prince d’Orléans-Bragance et prétendant au trône impérial du Brésil, et de son épouse Espérance de Bourbon-Siciles (1914-2005), princesse des Deux-Siciles.
Par son père, François Humbert est le cousin germain du prince Henri d’Orléans (1933-2019), comte de Paris et prétendant orléaniste au trône de France, ainsi que du prince Duarte de Bragança (né en 1945), duc de Bragance et prétendant au trône de Portugal. Par sa mère, il est également le cousin germain du roi Juan-Carlos Ier d’Espagne (né en 1938).
Le 28 janvier 1978, le prince épouse Christina Schmidt Peçanha (née en 1953), mais le couple divorce au bout de deux ans. De ce mariage naît un enfant :
- François Théodore d'Orléans-Bragance (né le 25 septembre 1979 à Petrópolis) épouse à Petrópolis le 11 janvier 2023 Mathieu Nyssens (née le 3 novembre 1976)[1].

En 1980, François Humbert d'Orléans-Bragance s'unit en secondes noces à Rita de Cássia Pires (née en 1961). De cette union naissent deux enfants : 
- Gabriel Nicola-Frank (né le 13 novembre 1989 à Petrópolis) ;
- Manuela (née le 3 août 1997 à Petrópolis) épouse en 2024 Henry Grossi Kappaun (né en 1992).

## Biographie
Économiste de formation et homme d'affaires à succès, François Humbert d'Orléans-Bragance est notamment le directeur et le propriétaire du journal A Tribuna de Petropolis.
En 2008, dans une interview au journal espagnol Publico, le prince François se déclare républicain, tout comme son frère aîné Pedro Carlos (pourtant prétendant possible) et plusieurs autres membres de la branche de Petropolis de la Maison d'Orléans-Bragance.

## Titulature et décorations

### Titulature
- depuis le 9 décembre 1956 : Son Altesse royale le prince Francisco Humberto de Orléans e Bragança

### Décorations dynastiques
- Grand-croix de l'ordre de Pierre Ier (maison d'Orléans et Bragance)[3]
- Grand-croix de l'ordre de la Rose (maison d'Orléans et Bragance)[3]